# MISS BROADCAST
MISS BRORDCAST（ミス・ブロードキャスト）は、FM NACK5で、1991年4月1日から1993年9月30日まで放送されていたラジオ番組。

## 概要
NACK5開局後初の夜ワイド番組『それ行け!HOMO LUDENS』の後継番組で、バラエティを前面に出した前番組とは異なり、音楽に重きを置いた番組として放送。初代パーソナリティ勢は一般公募で選ばれ、現役OL、現役女子大生、元スチュワーデスといった顔ぶれがそろっていた。毎日、銀座スタジオから放送されていた。
金曜日は1991年3月までの『MUSIC BLOOPER』の木曜日パーソナリティから異動して来た須藤かぐやがパーソナリティの枠で、『DANCIN' FRIDAY「ONE OFF」』（1992年4月からは『MISS BRORDCAST ONE OFF』）のタイトルで放送、MUSIC BLOOPER他曜日とは構成を異にしていた。なお、金曜日は他曜日より6か月先に1993年4月改編で終了している。

## 放送時間
- 月曜日 - 金曜日 22:00 - 23:45 （1991年4月1日 - 1993年3月26日）[1][4]
- 月曜日 - 木曜日 22:00 - 23:45 （1993年3月29日 - 1993年9月30日）[1][4]

## パーソナリティ
月曜日
- MOMOKO （OL[2]、1991年4月 - 1992年3月[1]）
- 川島郁子 （1992年4月 - 1993年9月[1]）

火曜日
- 古市雅子 （女子大生[2]、1991年4月 - 1992年3月[1]）
- 船田幸 （1992年4月 - 同年9月[1]）
- 飯田有記美 （1992年10月 - 1993年9月[1]）

水曜日
- 柿原朱美 （シンガーソングライター、1991年4月 - 1992年9月[1]）
- 舘野美穂 （1992年10月 - 1993年9月[1]）

木曜日
- 桜原あい子 （元スチュワーデス[2]、1991年4月 - 同年9月[1]）
- 鎌田絵里 （作家[5]、1991年10月 - 1992年9月[1]）
- 沢知恵 （1992年10月 - 1993年9月[1]）

金曜日『DANCIN' FRIDAY「ONE OFF」』→『ONE OFF』
- 須藤かぐや （1991年4月 - 1993年3月[1]）

### パーソナリティの変遷
（）
| 期間       | 期間       | 月曜日   | 火曜日     | 水曜日   | 木曜日     | 金曜日     |
| ---------- | ---------- | -------- | ---------- | -------- | ---------- | ---------- |
| 1991年4月  | 1991年09月 | MOMOKO   | 古市雅子   | 柿原朱美 | 桜原あい子 | 須藤かぐや |
| 1991年10月 | 1992年03月 | MOMOKO   | 古市雅子   | 柿原朱美 | 鎌田絵里   | 須藤かぐや |
| 1992年4月  | 1992年09月 | 川島郁子 | 船田幸     | 柿原朱美 | 鎌田絵里   | 須藤かぐや |
| 1992年10月 | 1993年03月 | 川島郁子 | 飯田有記美 | 舘野美穂 | 沢知恵     | 須藤かぐや |
| 1993年4月  | 1993年09月 | 川島郁子 | 飯田有記美 | 舘野美穂 | 沢知恵     | （別番組） |

## コーナー・内包番組
月曜 - 木曜
- Pasco MUSIC CURRENT 杉山清貴 MOON SONG FOR YOU （22:30 - 22:40）[1]
- マイ・フェイバリット・シング （22:50 - 23:00）[1]
- チケット・インフォメーション （23:10 - 23:15）[1]
- ボーイ・ミーツ・ガール （23:20 - 23:30、1991年10月から）[6][1]

金曜
- Pasco MUSIC CURRENT TOKYO DANCE CHART （22:30 - 22:40）[1]
- EXTRAVAGANZA （23:15 - 23:25）[1]
- チケット・インフォメーション （23:30 - 23:35）[1]
- クラブ・ライブ[6]